# Oleksandr Truš
Oleksandr Truš (in ucraino Олександр Труш?; Dnipro, 26 giugno 1988) è un danzatore ucraino, primo ballerino del balletto di Amburgo dal 2014 al 2025.

## Biografia
Nato e cresciuto in Ucraina, a dodici anni Oleksandr Truš si è trasferito in Germania con la famiglia per studiare alla Scuola del Balletto di Amburgo. Immediatamente dopo il diploma, conseguito nel 2012, è stato scritturato dalla compagnia, di cui ha scalato rapidamente i ranghi: nel 2012 è stato promosso a solista e nel 2014 è stato proclamato primo ballerino.
Nel corso della sua carriera con il Balletto di Amburgo ha danzato molti dei maggiori ruoli coreografati da John Neumeier, tra cui Albert in Giselle, Lisandro in Sogno di una notte di mezza estate, Romeo nel Romeo e Giulietta, Tadzio in Morte a Venezia e Dafni in Dafni e Cloe. Inoltre ha danzato in molti ruoli del repertorio classico, neoclassico e moderno, tra cui Gennaro nel Napoli di August Bournonville, Lensky nell'Onegin di John Cranko, Florinzel in The Winter's Tale di Christopher Wheeldon e i protagonisti di The Prodigal Son and The Concert di Jerome Robbins.